# Університет Співдружності Вірджинії
Університет Співдружності Вірджинії (англ. Virginia Commonwealth University) — державний дослідницький університет у місті Ричмонд, штат Вірджинія, США. Виник 1968 року внаслідок злиття Ричмондського професійного інституту (заснованого 1917 року) і Вірджинського медичного коледжу (виник 1854 року на базі медичного факультету Гемпден-Сідней-коледжу). Медичний факультет засновано 1838 року, тому саме цей рік вважають офіційною датою заснування університету.
2016 року в рейтингу кращих американських зво за версією U.S. News & World Report університет зайняв 164-е місце.